# Lijst van burgemeesters van Tynaarlo
Dit is een lijst van burgemeesters van de Nederlandse gemeente Tynaarlo in de provincie Drenthe.
| Ambtsperiode | Naam burgemeester | Partij of stroming | Bijzonderheden                          |
| ------------ | ----------------- | ------------------ | --------------------------------------- |
| 1999 - 2005  | Hein Pannekoek    | VVD                | Voorafgaand burgemeester van Zuidlaren. |
| 2005 - 2008  | Jan Rijpstra      | VVD                |                                         |
| 2008 - 2013  | Frank van Zuilen  | VVD                |                                         |
| 2013 - 2014  | Piet Adema        | CU                 | Waarnemend                              |
| 2014 - heden | Marcel Thijsen    | partijloos         |                                         |